# 小行星21425
小行星21425（21425 Cordwell）是一颗绕太阳运转的小行星，为主小行星带小行星。该小行星于1998年3月24日发现。

## 轨道参数
小行星21425的轨道半长轴为2.2954152 UA，离心率为0.126。